# أنبوبيات
الأُنْبُوبِيَات (بالإنجليزية: tubulinea)‏ شعبة كائنات حية من نطاق حقيقيات النوى ومملكة الطلائعيات، تضم المتمورات.